# 9968 Serpe
A 9968 Serpe a Naprendszer kisbolygóövében található aszteroida. Henri Debehogne fedezte fel 1992. május 4-én.